# كارل وليامز (مهندس)
كارل وليامز (بالإنجليزية: Carl Williams)‏ هو مهندس أمريكي، ولد في 24 أغسطس 1930، وتوفي في 24 فبراير 1973.